# Головин, Иван Петрович
Ива́н Петро́вич Большо́й Голови́н (ум. 9 сентября 1612) — русский государственный и военный деятель, стряпчий с платьем, затем окольничий и воевода, старший из восьми сыновей окольничего Петра Петровича Головина от брака с Анной Ивановной Поджогиной (единственной дочерью И. Ю. Шигоны-Поджогина).

## Биография
В 1555 году в связи с угрозой нападения крымских татар Иван Петрович Большой Головин стоял с передовым полком под Зарайском вторым воеводой. В 1556 году «з Дмитреева дни октября 26-го» И. П. Головин был направлен третьим воеводой «по крымским вестем» к Серпухову с передовым полком.
В 1580 году — второй воевода передового полка в Калуге, позднее певеден там же в большой полк третьим воеводой.
В 1584 году Иван Петрович Большой Головин вместе со своими родственниками попал в царскую опалу и был отправлен в ссылку. В 1585—1586, 1592—1593 и 1605 годах — воевода в Свияжске.
9 сентября 1612 года окольничий Иван Петрович Большой Головин скончался.

## Семья
Был женат на Анне Алексеевне Адашевой (дочери А. Ф. Адашева), от брака с которой имел двух сыновей: Александра и стольника Ивана (ум. 1639).